# Gene Gutowski
Gene Gutowski, gebürtig Witold Bardach (* 26. Juli 1925 in Lemberg, Polen, heute Ukraine; † 10. Mai 2016 in Warschau, Polen) war ein polnischer Produzent beim internationalen Film.

## Leben und Wirken
Witold Bardach, Sohn eines jüdischen Anwalts und einer Konzertsängerin, floh mit seinen Eltern im Herbst 1939 vor der deutschen Wehrmacht in den (anfänglich noch) unbesetzten polnischen Osten, ehe die Rote Armee gemäß dem geheimen Zusatzprotokoll dort einrückte und diesen Landesteil annektierte. Während seine Familie 1942 von den Nationalsozialisten gefasst und später ermordet wurde, gelang Witold Bardach die Flucht ins deutsch besetzte Warschau. Dort schlug er sich als Fotograf durch und fand Beschäftigung bei der am Warschauer Flughafen beheimateten, deutschen Junkers-Flugzeugwerft, wo er für die polnischen Widerstand wichtige Informationen sammelte. Bardach nahm den Untergrundnamen Eugeniusz Gutowski an und wurde von der Organisation Todt als Leiter eines Bautrupps eingesetzt. Zum Jahresende verschleppten die Deutschen Bardach / Gutowski ins Dritte Reich, wo der Pole von den Amerikanern bei Kriegsende 1945 befreit wurde.
Gutowski schloss sich augenblicklich dem US-Geheimdienst an und beteiligte sich zunächst an der Jagd auf im frühen Nachkriegsdeutschland untergetauchte, nationalsozialistische Kriegsverbrecher. Im Frühling 1947 durfte Gutowski in die Vereinigten Staaten einreisen. Dort schlug er sich anfänglich als Mode-Illustrator durch, ehe er zum Fernsehen stieß und dort Mitte der 1950er Jahre als Aufnahme- bzw. Produktionsleiter bei der Serie I Spy Beschäftigung fand.
1960 ließ er sich in Großbritannien nieder und begann gut ein Jahrzehnt lang Filme herzustellen. Mitte der 1960er Jahre landete er kurz hintereinander drei große, teils künstlerische, teils kommerzielle, Erfolge, als er die Inszenierungen Ekel, Wenn Katelbach kommt… und Tanz der Vampire seines Landsmanns Roman Polanski herstellte. An den ersten beiden Filmen war der nahezu dasselbe Schicksal wie Gutowski teilende und fast gleichaltrige polnische Produzent Sam Waynberg beteiligt. Bereits 1972 beendete Gutowski seine Produzententätigkeit und kehrte erst rund 30 Jahre später zur Produktion zurück, um, erneut mit Polanski als Regisseur, eine filmische Herzensangelegenheit umzusetzen: das international produzierte, später Oscar-prämierte Meisterwerk Der Pianist.
Mit diesem Film kehrte Gutowski in seine und Polanskis Kindheit zurück, die von Verfolgung, Todesangst und Leben im Untergrund zur Zeit der deutschen Besatzung 1939 bis 1945 bestimmt war. Er selbst bezeichnete Der Pianist als „seine persönliche Katharsis“. Sein letzter filmischer Auftritt war erneut eine Reminiszenz an das Leben im Schrecken des Krieges und des nationalsozialistischen Terrors und besaß stark autobiographischer Züge: Die Dokumentation Dancing Before the Enemy: How a Teenage Boy Fooled the Nazis and Lived, die sein Sohn Adam Bardach inszenierte.

## Filmografie
- 1962: Endstation 13 Sahara
- 1964: Ekel (Repulsion)
- 1965: Wenn Katelbach kommt… (Cul-de-Sac)
- 1966: Tanz der Vampire (Dance of the Vampires / The Fearless Vampire Killers)
- 1969: Die Gräfin und ihr Oberst (The Adventures of Gerard, auch Co-Drehbuch)
- 1971: Ein Kerl zum Pferde stehlen (Romance of a Horse Thief)
- 1972: A Day at the Beach
- 2001: Der Pianist
- 2014: Dancing Before the Enemy: How a Teenage Boy Fooled the Nazis and Lived (Dokumentarfilm, Auftritt)

## Einzelnachweis
1. ↑  BBC-Nachruf